# Adam Arkin
Pour les articles homonymes, voir Arkin.
Adam Arkin est un acteur, réalisateur et scénariste américain né le 19 août 1956 à New York, dans l'État de New York (États-Unis).

## Biographie
Il est le fils de Alan Arkin

## Filmographie

### Comme acteur
- 1969 : People Soup : Adam
- 1969 : The Monitors (en) de Jack Shea : Cameo appearance
- 1971 : Faits l'un pour l'autre (Made for Each Other) de Robert B. Bean : Teenage Gig
- 1974 : It Couldn't Happen to a Nicer Guy (en) (téléfilm) : Ken Walters
- 1975 : All Together Now (téléfilm) : Jerry
- 1976 : Baby Blue Marine (en) de John D. Hancock : Rupe
- 1977 : Busting Loose (en) (série télévisée) : Lenny Markowitz
- 1978 : Pearl (en) (feuilleton TV) : Pvt. Billy Zylowski
- 1979 : Tom Edison: The Boy Who Lit Up the World (téléfilm) : Cole Bogardis
- 1981 : Full Moon High de Larry Cohen : Tony Walker
- 1981 : Under the Rainbow de Steve Rash : Henry Hudson
- 1981 : Chu Chu and the Philly Flash de David Lowell Rich : Charlie
- 1982 : Teachers Only (en) (série télévisée) : Michael Dreyfuss (1982)
- 1985 : The Fourth Wise Man (pt) (téléfilm) : Joseph
- 1986 : A Year in the Life (feuilleton TV) : Jim Eisenberg
- 1986 : Tough Cookies (série télévisée) : Danny Polchek
- 1987 : Personal Foul : Jeremy
- 1987 : A Year in the Life (série télévisée) : Jim Eisenberg
- 1988 : Necessary Parties (téléfilm) : Mr. Dunfee
- 1989 : Oceano (feuilleton TV)
- 1989 : MacGyver (série télévisée) : Parisio
- 1990 : Émeutes en Californie (Heat Wave) (téléfilm) : Art Berman
- 1990 : Bébés (Babies) (téléfilm) : David
- 1990 : A Promise to Keep (téléfilm) : Louis Colt
- 1991 : Le Docteur (The Doctor) de Randa Haines : Dr Eli Blumfield
- 1992 : New York, police judiciaire (saison 3, épisode 7) : George Costas
- 1993 : Big Wave Dave's (en) (série télévisée) : Marshall Fisher
- 1993 : Dottie Gets Spanked (téléfilm) : Dick Gordon
- 1993 : Deux drôles d'oiseaux (Wrestling Ernest Hemingway) de Randa Haines : Bookstore Manager
- 1995 : In the Line of Duty: Hunt for Justice (téléfilm) : Agent Gabriel Valentino
- 1997 : Not in This Town (téléfilm) : Brian Schnitzer
- 1998 : Halloween 20 ans après, il revient (Halloween H20: 20 Years Later) de Steve Miner : Will Brennan
- 1998 : With Friends Like These... (en) de Philip Frank Messina : Steve Hersh
- 1998 : Parasite mortel (Thirst) (téléfilm) : Bob Miller
- 1999 : Lake Placid : Kevin
- 1999 : Un brin de meurtre (A Slight Case of Murder) (téléfilm) : Det. Fred Stapelli
- 2000–02 : The West Wing : Dr Stanley Keyworth (4 episodes)
- 2000 : Dropping Out : Scott Kayle
- 2000 : Raccroche ! (Hanging Up) de Diane Keaton : Joe Marks
- 2000 : East of A : Sylvester
- 2001 : Frasier - (série télévisée) : Saison 9, épisode 8 (La deux-centième) : Tom, le fan de l'émission[1].
- 2001 : Late Boomers (téléfilm)
- 2001 : Mission : Vissarion Belinsky
- 2001 : Noël en été (en) (Off Season) (téléfilm) : Richard Frangello
- 2002 : Monk - (série télévisée) - Saison 1, épisode 4 (Monk a un adversaire de taille (Mr. Monk Meets Dale the Whale) ) : Dale « la baleine » Biederbeck
- 2002 : Roughing It (téléfilm) : Henry
- 2002 : Baby Bob (en) (série télévisée) : Walter Spencer
- 2002 : Flagrant délire (Stark Raving Mad) de Drew Daywalt (en) et David Schneider : Don Partridge
- 2002 : Damaged Care (téléfilm) : Paul Sheinberg
- 2003 : The Ripples (téléfilm)
- 2003 : Touche pas à mes filles (série télévisée)
- 2005 : Marilyn Hotchkiss' Ballroom Dancing and Charm School de Randall Miller : Gabe DiFranco
- 2005 : Hitch, expert en séduction (Hitch) de Andy Tennant : Max
- 2005 : Chloe : The Father
- 2005 : Kids in America de Josh Stolberg (en) : Ed Mumsford
- 2005 : New York, police judiciaire (saison 16, épisode 1) : avocat de la défense Charlie Graham
- 2006 : Commander in Chief  (série télévisée) (1x14/15) : Carl Brantley
- 2007 - 2009 : Life : Ted Early (série télévisée)
- 2009 : A Serious Man de Joel et Ethan Coen
- 2009 : Sons of Anarchy : Ethan Zobelle (série télévisée)
- 2011 : The Closer (7x03) : Steven Hirschbaum
- 2012 : The Sessions de Ben Lewin
- 2016 : How to Get Away with Murder : Wallace Mahoney
- 2016 : Modern Family : Reece
- 2019 : New York, unité spéciale (saison 21, épisode 8) : Dr Julius Adler

### Comme réalisateur
- 2001 : Un été en Louisiane (My Louisiana Sky) (téléfilm)
- 2002 : Monk (série télévisée) (Saison 1 de Monk épisode 8)
- 2003 : Pristine Books
- 2008 : Life (série télévisée) (Saison 2 de Life, épisode 10)
- 2012 : « Sons of Anarchy »: Arkin a réalisé l’épisode 3 de la Saison 5 (quand une partie des Sons retourne en prison)et l’épisode 6 de la même saison
- 2015 : Fargo (série télévisée) (Saison 2 de Fargo épisodes 9 & 10)
- 2023: The Night Agent (série télévisée)

### Comme scénariste
- 1981 : Improper Channels (en)